# 伊诺弗洛科沃夫省

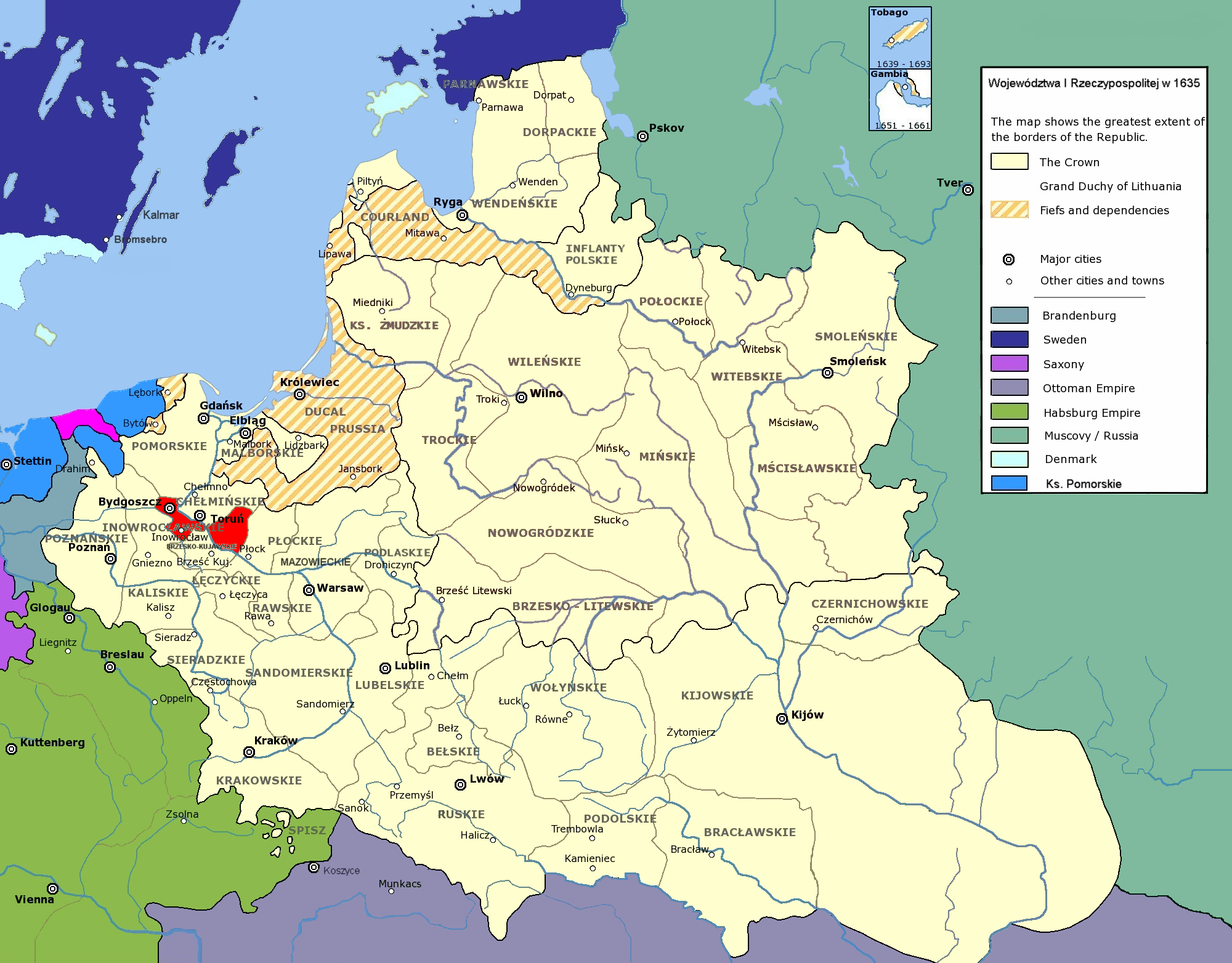
伊诺弗洛科沃夫省在波兰立陶宛联邦的位置

伊诺弗洛科沃夫省（波蘭語：województwo inowrocławskie）是一个14世纪建立，1772年至1795年瓜分波兰时撤销的波兰行政区划和地方政府。属于库亚维亚地区和大波兰行省。

## 行政部门所在地
省总督所在地：
- 伊诺弗洛科沃夫

地区议会所在地：
- 利普诺
- 雷宾

## 行政区划
| 行政区划         | 波兰语               | 首府           |
| 伊诺弗洛科沃夫县 | Powiat Inowrocławski | 伊诺弗洛科沃夫 |
| 多布金地区       | ziemia dobrzyńska    | 多布金         |

## 省总督
- 谢洛宁·拉多米茨基（1630年－1651年）

## 临近省份和地区
- 波美拉尼亚省
- 海乌姆瑙省
- 普沃茨克省
- 布杰斯克-库亚雅省
- 卡利什省
- 格涅兹诺省（自1768年起）